# Pegomya vittithorax
Pegomya vittithorax este o specie de muște din genul Pegomya, familia Anthomyiidae. A fost descrisă pentru prima dată de Stein în anul 1908.
Este endemică în Insulele Canare. Conform Catalogue of Life specia Pegomya vittithorax nu are subspecii cunoscute.